# Maixent Poitevin
Maixent Poitevin (ou Maixent de La Bidollière) foi um escudeiro e jurista francês do século XVI.
Advogado e vereador de Poitiers em Poitou, França, desde 9 de setembro de 1559, acabou por se tornar prefeito da cidade em 1564. Ele cumpriu dois mandatos de um ano.
Entrou para a história pelo seu papel como capitão da cidade quando foi sitiada em 1569 durante as Guerras Religiosas Francesas - a sua ideia de transbordar o rio Clain permitiu que os católicos mantivessem a cidade sob controlo.